# Conventie van Reichenbach

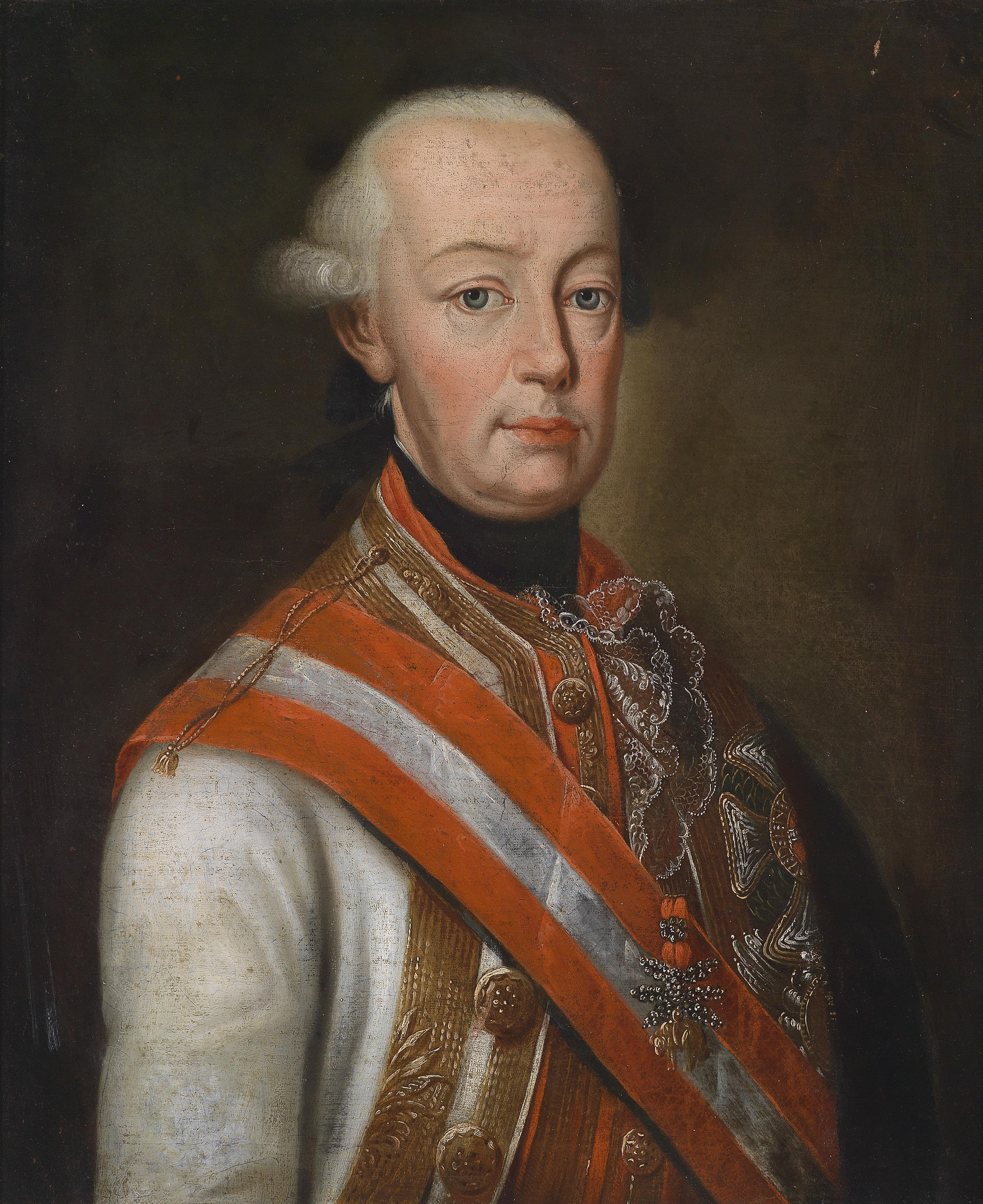
Het verdrag wordt gezien als een diplomatieke overwinning van de Oostenrijkse keizer Leopold II, hier afgebeeld in ca. 1790

De Conventie van Reichenbach, afgesloten op 27 juli 1790 in Reichenbach (het huidige Dzierżoniów) in Silezië, was een overeenkomst tussen Pruisen en Oostenrijk, bedoeld om oorlog tussen de twee staten te voorkomen en de twee staten te verenigen tegen de Franse Revolutie. Het verdrag wordt gezien als een diplomatieke overwinning van Oostenrijk. De Pruisen konden hun rijk niet verder uitbreiden en konden pas na Napoleons nederlaag in 1815 hun expansie voortzetten.

## Achtergrond
Sinds 1788 probeerden de Pruisen onder koning Frederik Willem II hun invloed uit te breiden ten koste van Oostenrijk en Rusland. Het doel was een veilige grens tussen Silezië en Oost-Pruisen. Pruisens bijkomende doelstelling was dat Rusland en Oostenrijk hun invloed op de Balkan niet te veel zouden uitbreiden en dus dat de Ottomanen daar voorlopig standhielden.
Het uitbreken van de Franse Revolutie en gelijkaardige gebeurtenissen in de Oostenrijkse Nederlanden, met name de Brabantse en de Luikse Revoluties, vormden de aanleiding voor de Britten om te pogen keizer Leopold II en koning Frederik Willem II te bewegen hun geschil bij te leggen. Aanvankelijk voelde Pruisen daar weinig voor, omdat het wilde profiteren van het Zuid-Nederlandse separatisme ten koste van Oostenrijk en een machtsvacuüm in het Luikse prinsbisdom, waartoe het 24 november 1789 de stad Luik bezette. Maar de radicalisering van de Franse Revolutie met republikeinse boventonen bracht de Pruisen ertoe zich te bezinnen: ze konden beter samen met de Oostenrijkers de grenzen met Frankrijk bewaken dan elkaar verzwakken.

## Bepalingen
Leopold zag zich gedwongen een Pruisisch ultimatum te accepteren om de Oostenrijkse deelname aan de oorlog tegen de Turken op te geven. In ruil zag Pruisen af van aanspraken op Thorn (Toruń) en Danzig (Gdańsk). Pruisen zegde ook steun toe aan de pogingen om de Brabantse Omwenteling en opstanden in Hongarije stop te zetten. Dit betekende in de praktijk het einde van de jonge Zuid-Nederlandse republiek.  
Samen met Groot-Brittannië en de Noord-Nederlandse republiek garandeerde Pruisen de status quo tussen het Habsburgse en het Ottomaanse Rijk. 